# Ruth Kötsch

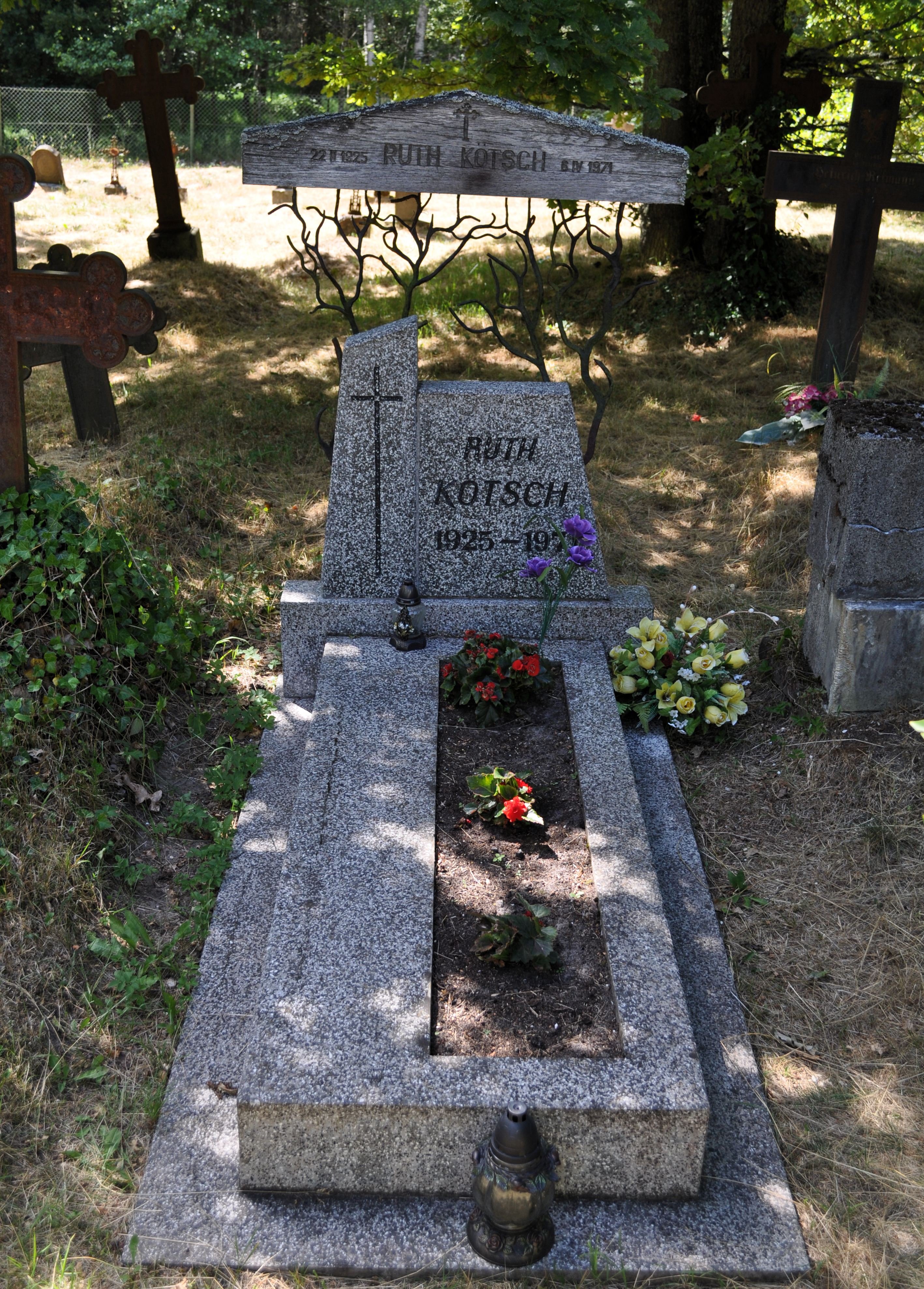
Grób Ruth Kötsch na cmentarzu w Klukach

Ruth (Rutha) Kötsch (ur. 22 lutego 1925, zm. 6 kwietnia 1971) – polska działaczka społeczna i kulturalno-oświatowa pochodzenia słowińskiego.
Pochodziła ze zgermanizowanej rodziny słowińskiej (luterańskich Kaszubów z okolic Łeby). Ukończyła niemiecką szkołę podstawową w Klukach. Po 1945, kiedy Kluki zostały przyłączone do Polski, jako jedyna z autochtonicznych mieszkańców Kluk czynnie współpracowała z władzami polskimi, m.in. uczestnicząc w "kursach repolonizacyjnych" (tj. kursach języka polskiego dla Niemców pochodzenia słowińskiego) oraz w organizowaniu życia społecznego i kulturalnego w Klukach, w tym porozumienia między dawnymi mieszkańcami i nowymi osadnikami.
Dzięki jej interwencjom, w obronie autochtonów z Kluk wystąpił m.in. Polski Związek Zachodni. W rezultacie klukowianom przyznano pewną pomoc materialną oraz dano prawo udziału w zarządzaniu wsią. Na miejsce dotychczasowego sołtysa, który faworyzował przesiedleńców, sołtysem mianowano Ruth Kötsch (pełniła tę funkcję w latach 1950-1953). Jej wysiłki, aby zintegrować klukowian z polskim społeczeństwem, nie przyniosły jednak niemal żadnego rezultatu. W zasadzie tylko członkowie jej rodziny, w tym bracia Willy i Hermann, integrowali się ze społecznością polską. Hermann (1933-1987) nawet później zmienił rodowe nazwisko na "Kecz" o bardziej kaszubskim brzmieniu. Willy, jako jedyny z autochtonów, przyjął stypendium na kształcenie ponadpodstawowe. Ruth nauczyła się hafciarstwa i następnie prowadziła w tym kierunku szkolenie dla mieszkanek Kluk, aby umożliwić im zdobycie dodatkowego źródła dochodu.
Współpraca Ruth z władzami polskimi skazała ją na ostracyzm autochtonów, którzy oskarżali ją o zdradzanie "swoich". Ruth jednak dalej organizowała życie społeczno-kulturalne, m.in. współtworząc skansen-Muzeum Wsi Słowińskiej w Klukach, którego została pierwszym pracownikiem w 1963. Zmarła w okresie, gdy nastąpiły pierwsze masowe wyjazdy autochtonów z Kluk do RFN. Została pochowana na zabytkowym cmentarzu w Klukach. Jej grób (ufundowany przez słupskie organizacje kulturalne) ozdabia rzeźba, przedstawiająca drzewo- symbol jej słowińskich korzeni.